# Brixton (Londen)
Brixton is een wijk in het Londense bestuurlijke gebied Lambeth, in de regio Groot-Londen.
Brixton is een bruisende wijk in Londen, 5,3 km ten zuiden van Charing Cross en is de officieuze hoofdstad van de Jamaicaanse gemeenschap in Londen. Brixton heeft een spoorwegstation aan de Chatham Main Line en vlak daarbij een metrostation, het eindpunt van de Victoria Line.

## Geschiedenis
De oudste vermelding van de plaats Brixistane stamt uit 1067. De naam betekent bij de steen van Brihtsige. De plek is onontgonnen tot het begin van de 19e eeuw. Door de aanleg van de Vauxhall Bridge in 1816 werd het centrum van Londen beter bereikbaar en kwam de buitenwijk tot ontwikkeling. Het ontstaan in de jaren 1850 van Angell Town aan de oostzijde van Brixton Road, genoemd naar de familie Angell die het land in Lambeth bezat van de 17e eeuw tot in de 20e eeuw, was de grootste op zich staande ontwikkeling. 

### Rellen in Brixton
In april 1981 en september 1985 waren er rassenrellen in Brixton. In beide gevallen waren het jonge zwarte mannen samen met sympathiserende witte jongeren die slaags raakten met de politie vanwege de stop-and-searchacties die onder de zogenaamde sus law vielen. Hoewel er in het begin initiatieven vanuit de bevolking kwamen uit de omgeving, deed de voortdurende stroom zwarte doden in politiecellen een algeheel wantrouwen tegen de politie groeien.

## Geboren in Brixton
- James Lovelock (1919-2022), scheikundige, opsteller van de Gaiahypothese
- David Bowie (1947-2016), zanger, geboren op het adres 40 Stansfield Road
- Danny Kirwan (1950-2018), gitarist, zanger en songwriter (Fleetwood Mac)
- Sharon Osbourne (1952), muziekpromotor
- Mick Jones (1955), gitarist en zanger (The Clash)
- Maxi Jazz (1957-2022), rapper; frontman van de dancegroep Faithless
- Deborah Anne Dyer "Skin" (1967), zangeres van Skunk Anansie
- Elly Jackson (1988), zangeres van La Roux
- Leo Chambers (1995), voetballer

## Galerij

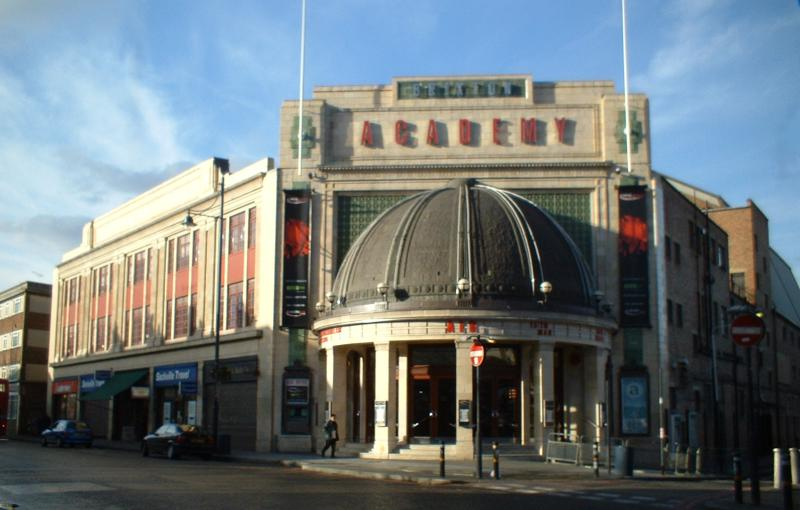
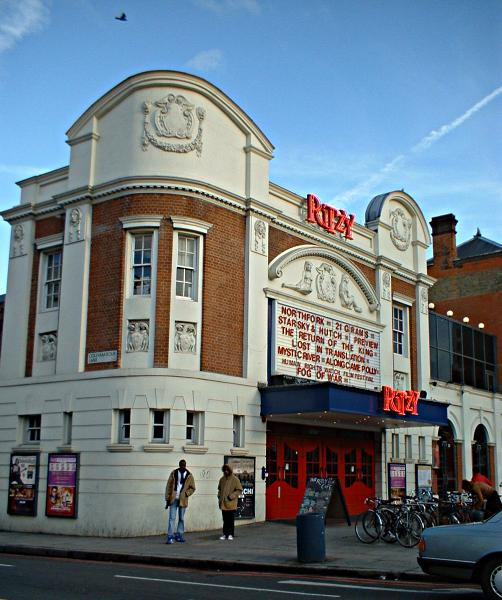
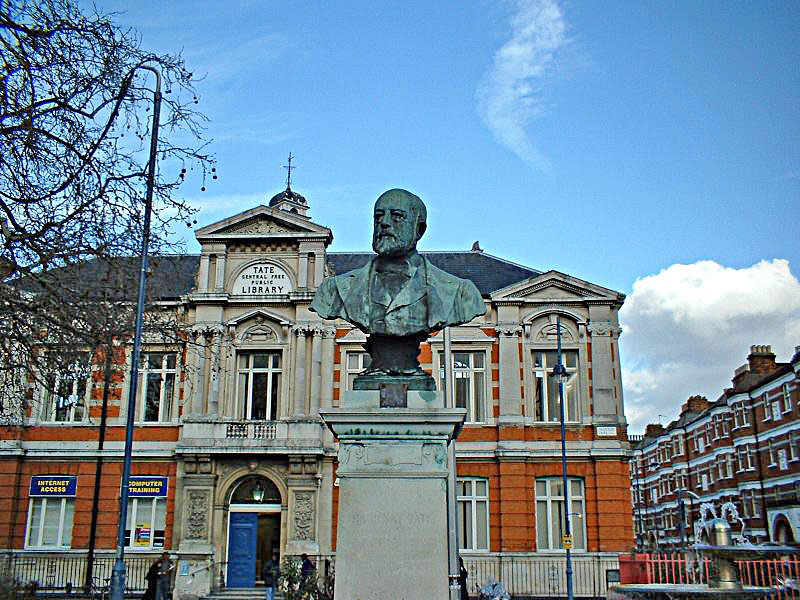
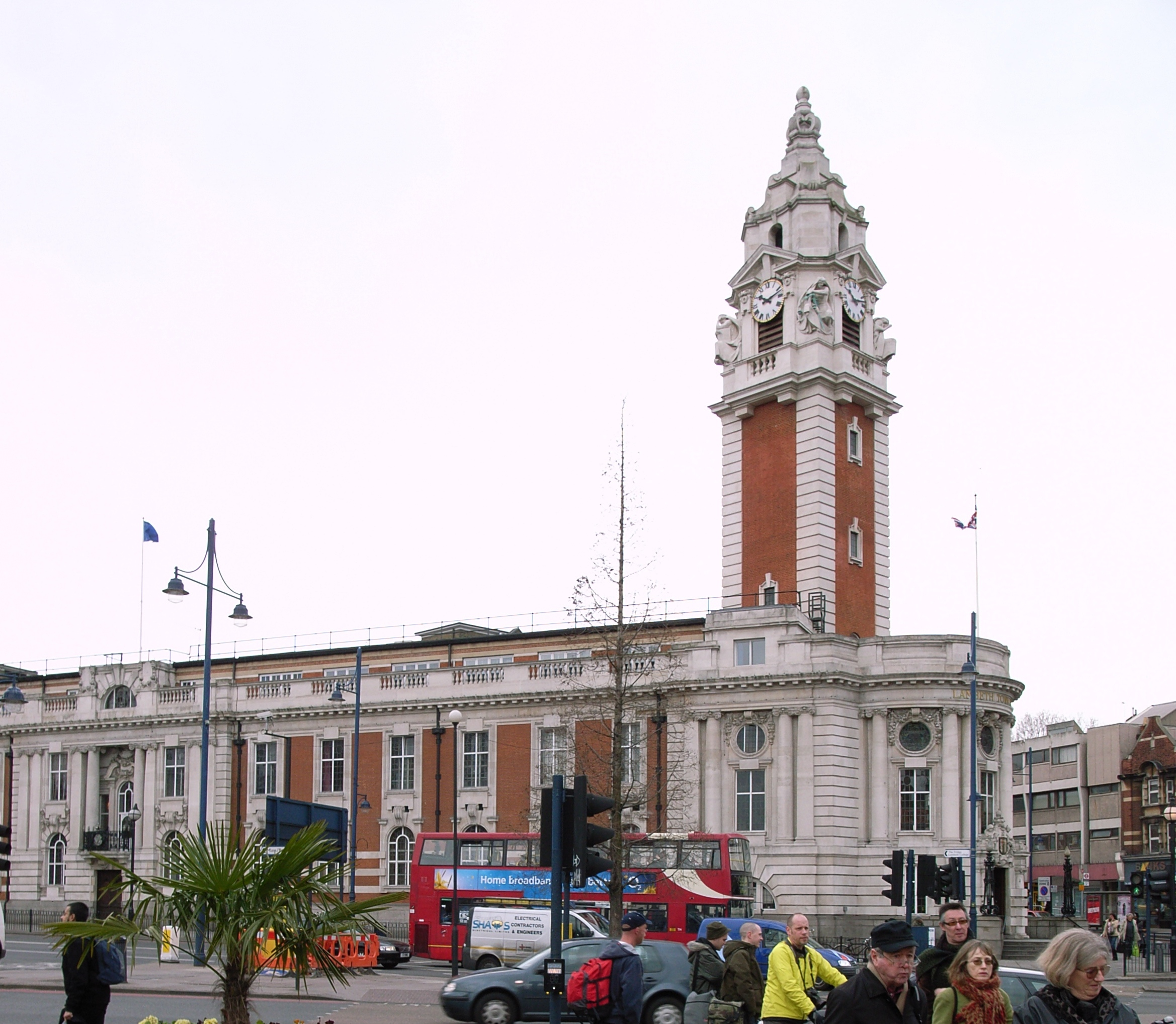
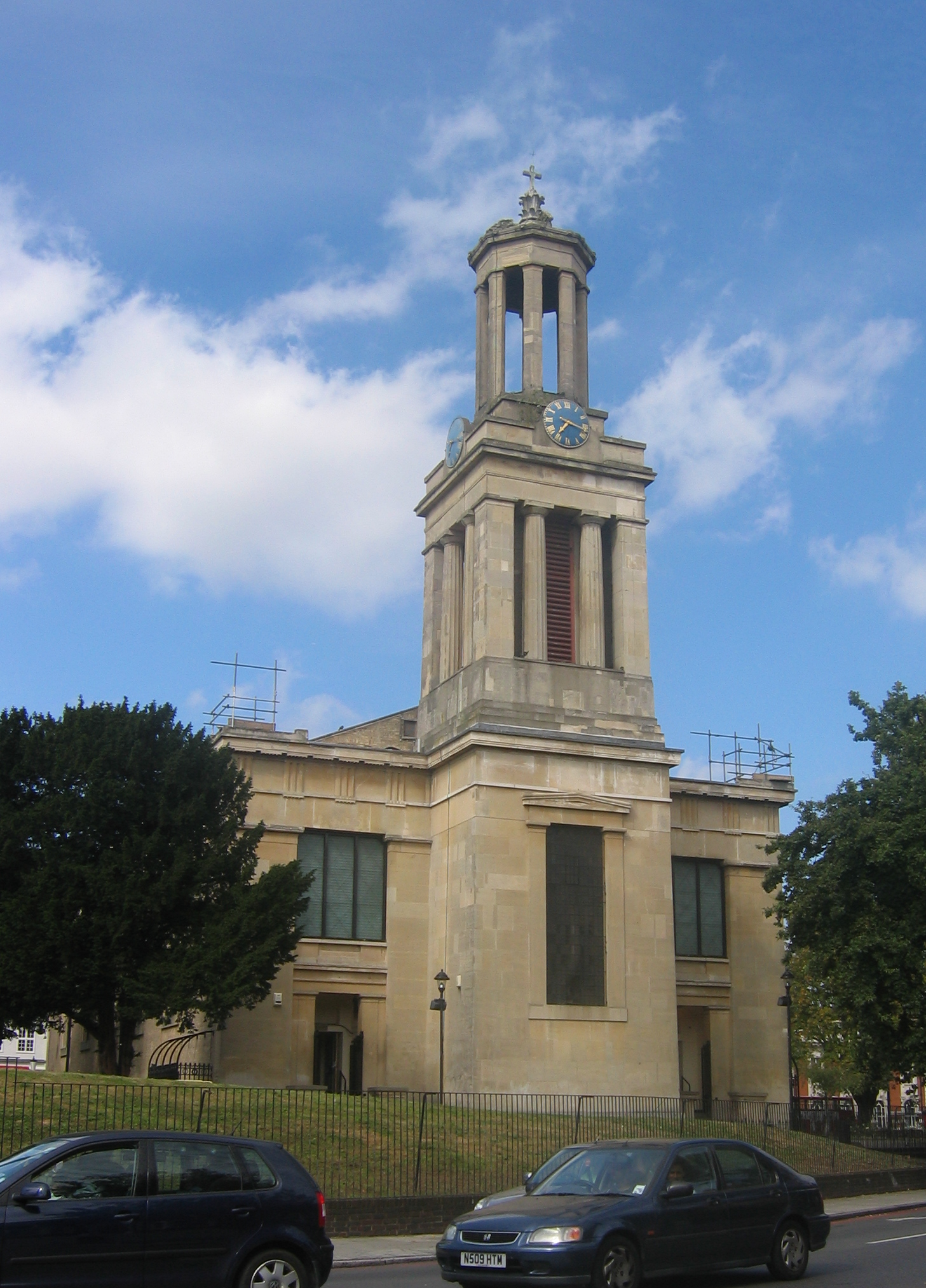